# Utivarachna accentuata
Utivarachna accentuata là một loài nhện trong họ Trachelidae.
Loài này thuộc chi Utivarachna. Utivarachna accentuata được Eugène Simon miêu tả năm 1896.